# Cologne Grand Prix 1984
Il Cologne Grand Prix 1984 è stato un torneo di tennis giocato sul cemento indoor. È stata la 9ª edizione del Cologne Grand Prix, che fa parte del Volvo Grand Prix 1984. Si è giocato a Colonia in Germania, dal 15 al 21 ottobre 1984.

## Campioni

### Singolare
Joakim Nyström ha battuto in finale  Miloslav Mečíř con il punteggio di 7–6, 6–2

### Doppio
Wojciech Fibak /  Sandy Mayer hanno battuto in finale  Jan Gunnarsson /  Joakim Nyström con il punteggio di 6–1, 6–3